# لياندرو مارينيو
لياندرو مارينيو هو لاعب كرة قدم برازيلي، ولد في القرن العشرين.